# (100654) 1997 WM12
(100654) 1997 WM12 es un asteroide perteneciente al cinturón de asteroides, descubierto el 23 de noviembre de 1997 por el equipo del Spacewatch desde el Observatorio Nacional de Kitt Peak, Arizona, Estados Unidos.

## Designación y nombre
Designado provisionalmente como 1997 WM12.

## Características orbitales
1997 WM12 está situado a una distancia media del Sol de 2,571 ua, pudiendo alejarse hasta 2,883 ua y acercarse hasta 2,258 ua. Su excentricidad es 0,121 y la inclinación orbital 2,649 grados. Emplea 1505,81 días en completar una órbita alrededor del Sol.

## Características físicas
La magnitud absoluta de 1997 WM12 es 16,1.